# Wu Jianquan
Wu Jianquan (chinesisch 吳鑑泉 / 吴鉴泉, Pinyin Wú Jiànquán, W.-G. Wu Chien-ch'uan, * 1870 Kaiserreich China; † 1942, China) ist der Begründer des Wu-Stils des Taijiquan (Tai-Chi).

## Leben
Er erlernte bereits in jungen Jahren die Kampfkunst von seinem Vater Wu Quanyou, einem Schüler von Yang Luchan. Im Jahr 1911 folgte Wu Jianquan dem Ruf eines Beamten, Herrn Xu Yusheng, in die Hauptstadt, um dort an der „Peking Forschungsgesellschaft für Leibeserziehung“ Taijiquan zu unterrichten. Dadurch wurde die Kampfkunst erstmals einer breiten Öffentlichkeit zugänglich. Seine Tochter Wu Yinghua (1907–1996) und seine Söhne Wu Gongyi (1898–1970) und Wu Gongzao (1902–1983) sowie seine Schüler Wu Tunan und Cheng Wing Kwong wurden ebenfalls bekannte Tai-Chi-Meister.
1928 zog Wu Jianquan nach Schanghai um und gründete dort 1935 die „Jianquan Taijiquan Association“, die heute von seinen Enkeln Ma Hailong (Präsident) und Ma Jianglin (Cheftrainer) geleitet wird. Sein dritter Enkel, Ma Jiangbao († 2016), lebte und unterrichtete in Europa.
Um das Taijiquan auch für ältere, nicht so gut trainierte Menschen erlernbar zu machen, entwickelte Wu Jianquan, ebenso wie Mitglieder anderer Taijiquan-Familien, eine langsame Soloform. 